# ТЭ120
Тепловоз ТЭ120 — макетный магистральный грузовой тепловоз с электропередачей. Осевая формула 3О—3О. Годы выпуска — 1975. Инвентарный номер — 001.

## История создания
Самым сложным по конструкции является коллекторный тяговый электродвигатель, работающий на однофазном токе нормальной частоты, потом идет коллекторный электродвигатель однофазного тока пониженной частоты, далее пульсирующего тока и затем постоянного тока.
Наиболее простым и требующим минимального ухода в эксплуатации является асинхронный тяговый электродвигатель с короткозамкнутым ротором. Поэтому у специалистов, занимающихся проектированием и эксплуатацией локомотивов, уже давно возникло желание использовать асинхронные тяговые электродвигатели на электровозах и тепловозах. Достаточно длительный опыт эксплуатации за рубежом асинхронных электродвигателей на электровозах переменного тока с машинными преобразователями или с двухпроводной контактной сетью показал, что такие электродвигатели работают весьма устойчиво. В то же время наличие громоздкого машинного преобразователя (расщепителя фаз) и крайне ограниченные возможности регулирования скорости сдерживали распространение на локомотивах асинхронных тяговых электродвигателей. Развитие электронной техники, позволяющей создать преобразователи для регулирования скорости в широких пределах и свести к минимуму работу по уходу за оборудованием локомотивов и его ремонту, вновь повысили интерес к бесколлекторным машинам. В 1967 г. Новочеркасский электровозостроительный завод построил макетную секцию восьмиосного электровоза переменного тока, а в 1971 г.— восьмиосный электровоз ВЛ80А-751 с асинхронными тяговым электродвигателями. После этого Ворошиловградский тепловозостроительный завод спроектировал и совместно с электротехническими заводами создал макетный шестиосный грузовой тепловоз ТЭ120-001 с асинхронными тяговыми электродвигателями.
Монтаж оборудования на этом тепловозе был закончен в 1975 г., а испытания электрического оборудования начались с января 1976 г.

## Конструкция
Кузов и главная рама опытного тепловоза унифицированы с кузовом и главной рамой тепловоза серии 132, представляющего видоизмененный для колеи 1435 мм тепловоз ТЭ109; тележки схожи с бесчелюстными тележками тепловоза серии 130, в них использован также ряд узлов тележек тепловозов 2ТЭ116 и серии 140, изготовляемых для железных дорог ГДР. Основным отличием тележек опытного тепловоза от тележек тепловоза 2ТЭ116 является применение колесно-моторных блоков с опорно-рамной подвеской тяговых электродвигателей, полых валов и резинокордных элементов. Колёсные пары тепловоза имеют диаметр 1050 мм, передаточное число редукторов 75:22=3,41. Длина тепловоза по осям автосцепок 27670 мм.
На тепловозе установлен дизель-генератор 2-9ДГ (см. также тепловозы 2ТЭ116 и ТЭП70), состоящий из дизеля 2-5Д49 (16ЧН 26/26) номинальной мощностью 4000 л.с. (2942 кВт), тягового агрегата А-711 и смонтированного на нём стартер-генератора СТГ-7. Дизель четырёхтактный, 16-цилиндровый, V-образный. Номинальная частота вращения коленчатого вала 1000 об/мин, расход топлива при номинальной мощности 155±8 г/э.л.с. ч. Тяговый агрегат А-711 состоит из синхронного тягового генератора ГС-504А и вспомогательного генератора ГС-507. Генератор ГС-504А мощностью 2800 кВт (напряжение 350/575 В, ток 2X2480/2X1500 А) весит 6500 кг. Совмещение в одном агрегате тягового и вспомогательного генераторов, а также самовозбуждение генератора собственных нужд и возбуждение тягового генератора с использованием генератора собственных нужд осуществлены впервые в отечественном тепловозостроении.
Вырабатываемый тяговым генератором переменный ток (статорные обмотки генератора соединены в две «звезды») частотой 35 — 100 Гц преобразуется выпрямительной установкой УВКТ-5 в постоянный. Эта установка ранее была применена на тепловозах ТЭ109, а затем 2ТЭ116. Постоянный ток с помощью преобразователя частоты ПЧТ-ЗУ2, имеющего шесть автономных инверторов ШИ-1БУ2 (по одному на тяговый электродвигатель) преобразуется в трехфазный регулируемый от 0,4 до 120 Гц частоты. Номинальная мощность преобразователя 6X250 кВт. Асинхронные тяговые электродвигатели ЭД-900 имеют номинальную мощность 380 кВт, номинальный ток 415А, фазное напряжение 380/550 В, частоту вращения ротора 490/2460 об/мин, коэффициент полезного действия в продолжительном режиме 90 %; масса электродвигателя 2390 кг.
Тяговый агрегат А-711 и тяговые электродвигатели изготовлены Харьковским заводом «Электротяжмаш», выпрямительная установка — Таллинским электротехническим заводом.
Величина подводимого к тяговым электродвигателям напряжения регулируется возбудителем тягового генератора. Имеются три зоны регулирования тяговых электродвигателей; пусковая, постоянной мощности и ограничения напряжения. Для автоматического регулирования используются изменения тока возбуждения тягового генератора и изменение магнитного потока тяговых электродвигателей. Частота напряжения тяговых электродвигателей регулируется путём введения отрицательной обратной связи по магнитному потоку электродвигателя, а в зоне ограничения напряжения — введением отрицательной обратной связи по напряжению в звене постоянного тока преобразователя частоты.
На тепловозе установлены компрессор ПК-5,25, приводимый электродвигателем, и аккумуляторная батарея 48ТН-450.
Общая масса тепловоза 132 т; расчетная длительная сила тяги при скорости 30 км/ч 255 кН (26 000 кгс); конструкционная скорость 120 км/ч; минимальный радиус проходимых тепловозом кривых 125 м. Запас топлива 6000 кг, песка 450 кг.

## Испытания
В декабре 1978 г. тепловоз совершил первую поездку по путям МПС в ходе наладочных испытаний. В 1979 г. ВНИТИ проводил испытания тепловоза в эксплуатационных условиях на участке Ново-Кондрашевская — Старобельск Донецкой железной дороги. Испытания показали, что при скорости 35—100 км/ч коэффициент полезного действия тепловоза составляет 0,29, а КПД передачи при скорости 55—57 км/ч достигает 0,85. Установлено также, что тепловоз при скоростях ниже 35—40 км/ч склонен к боксованию.
На основании результатов испытаний макетного образца тепловоза с асинхронными тяговыми электродвигателями была сделана рекомендация о постройке опытного двухсекционного тепловоза 2ТЭ120.